# Gheorghe Calciu-Dumitreasa
Gheorghe Calciu-Dumitreasa (* 23. November 1925 in Mahmudia, Kreis Tulcea, Rumänien; † 21. November 2006 in Washington, D.C., Vereinigte Staaten von Amerika) war ein rumänisch-orthodoxer Priester und Dissident.

## Leben
Als 21-jähriger Medizinstudent lehnte Calciu-Dumitreasa sich erstmals 1946 in seinen Reden gegen das kommunistische Regime in Rumänien auf und wurde in der Folge inhaftiert. Während seiner Haftzeit wuchs sein Glaube durch den Kontakt zu ebenfalls internierten rumänisch-orthodoxen Priestern. Im Rahmen einer allgemeinen Amnestie wurde er 16 Jahre später aus der Haft entlassen, jedoch wurde ihm ein Theologiestudium untersagt. Hierauf wählte er für vier Jahre Französisch als sein Studienfach. Mit der Zustimmung des Patriarchen der Rumänisch-Orthodoxen Kirche Iustinian Marina studierte er heimlich mit Blick auf ein Priesteramt. Nachdem der rumänische Geheimdienst Securitate auf diese Umstände aufmerksam wurde, ernannte Iustitian Marina ihn 1973 zum Professor für französische Sprache und das Neue Testament am orthodoxen Seminar in Bukarest. Im selben Jahr erhielt er seine Weihe als Priester.
Für die nächsten fünf Jahre duldete die Regierung unter Nicolae Ceaușescu seine antikommunistischen Predigten über das Verhältnis zwischen Marxismus und Christentum in der Radu Vodă Kirche in Bukarest, mit denen er bis 1978 vor allem jüngere Zuhörer anzog. Nach Iustinians Tod im Jahr 1977 und der Ernennung des neuen Kirchenpatriarchen Iustin Moisescu wurde Calciu-Dumitreasa aus der Kirche ausgestoßen und erneut verhaftet. Im Gefängnis wurde er misshandelt. Unter anderem auf Druck des damaligen US-Präsidenten Ronald Reagan wurde er 1985 aus dem Gefängnis entlassen. Nach zwei Jahren Hausarrest musste er Rumänien verlassen und lebte fortan im US-Bundesstaat Virginia im Exil. Mitte der 1980er Jahre predigte er über die Sender Voice of America und Radio Free Europe.
Die rumänisch-orthodoxe Kirche hatte Calciu-Dumitreasa seines Kirchenamtes enthoben, jedoch konnte er innerhalb der orthodoxen Kirche von Amerika das Priesteramt in der Kirchengemeinde von Alexandria ausüben. Nach der Rumänischen Revolution kehrte er 1990 nach Rumänien zurück um auf dem Universitätsplatz in Bukarest eine Messe zu zelebrieren. Bis zu seinem Ende blieb er einigen rumänisch-orthodoxen Bischöfen in Rumänien gegenüber kritisch eingestellt und beschuldigte sie, dass sie im Dienst der Securitate die rumänisch-orthodoxe Kirche infiltriert hätten.
Gheorghe Calciu-Dumitreasa wurde im Kloster Petru Vodă in Poiana Teiului im rumänischen Kreis Neamț beerdigt.

## Veröffentlichungen
- Sieben Worte an die Jugend, Edition Hagia Sophia, Wachtendonk, 2014, in deutscher Sprache, ISBN 978-3-96321-073-0
- Christ is calling you. A course in catacomb pastorship, St. Herman of Alaska Brotherhood, Platina/California, 1997, in rumänischer Sprache
- Rugăciune și lumină mistică. Eseuri și meditații religioase, Edition Dacia, Cluj-Napoca, 1998, in rumänischer Sprache
- Războiul întru cuvânt. Cuvintele către tineri și alte mărturii, Edition Nemira, Bukarest, 2001, in rumänischer Sprache
- Homo americanus. O radiografie ortodoxă, Edition Christiana, Bukarest, 2002, in rumänischer Sprache
- Testamentul Părintelui Calciu. Ultimele sale cuvinte, cu un portret biografic și șapte evocări, Edition Christiana, Bukarest, 2007, in rumänischer Sprache
- Suferința ca binecuvântare, Edition Cathisma, Bukarest, 2007, in rumänischer Sprache
- Mărturisitorul prigonit. Predici, eseuri și meditații religioase, Edition Crigarux, Piatra Neamț, 2007, in rumänischer Sprache
- Viața Părintelui Gheorghe Calciu, după mărturiile sale și ale altora, Edition Christiana, Bukarest, 2007, in rumänischer Sprache